# Рихва Степан Іванович
Степа́н Іва́нович Рихва (1905 , Сілець Беньків, Кам'янко-Струмилівський повіт, Королівство Галичини та Володимирії, Австро-Угорщина  — невідомо ) — український радянський діяч, селянин. Депутат Верховної Ради УРСР 1-го скликання (у 1940–1947 роках) від Львівської області.

## Біографія
Народився 1905 року в бідній селянській родині в селі Сілець Беньків, тепер село Сілець, Кам'янка-Бузький район, Львівська область, Україна. З юних років наймитував: у 1913–1926 роках працював на фільварку поміщика Бартманського у селі Сілець Беньків.
З 1926 по 1929 рік служив у польському війську.
У 1929–1934 роках — робітник фільварку поміщика Бартманського Камінко-Струмилівського повіту Львівського воєводства.
У 1934–1939 роках — робітник тартаку.
З кінця вересня 1939 по 1941 рік — голова селянського комітету (сільської ради) села Сілець Беньків (тепер — Сілець) Кам'янка-Струмилівського (тепер — Кам'янка-Бузького) району Львівської області.
У жовтні 1939 року був обраний депутатом Народних Зборів Західної України.
Станом на 1945 рік — завідувач відділу соціального забезпечення виконавчого комітету Кам'янка-Бузької районної ради депутатів трудящих Львівської області.